# Chiciu
Chiciu ("loc de trecere" in slavonă) este zona terminalelor de bac de pe șoseaua națională DN3 din România, de pe malul stâng al Dunării, pe teritoriul administrativ al municipiului Călărași. Pe malul opus, bacurile duc în comuna Ostrov din județul Constanța, unde este și un punct de trecere a frontierei către orașul Silistra din Bulgaria. Serviciul de traversare a Dunării este deservit de două firme: Ostrovit, care operează pontoane cu împingător, și Navrom, care operează bacuri. Prețul unei traversări cu automobilul la ambii operatori este de 35 de lei, Ostrovit practicând tarife reduse cu 50% pentru automobile înmatriculate în județele Constanța sau Călărași sau în regiunea Silistra.
În zona terminalelor funcționează și hoteluri și restaurante pe malul Dunării.